# Cầu lông tại Đại hội Thể thao Đông Nam Á 2005
Bộ môn Cầu lông tại Đại hội Thể thao Đông Nam Á 2005 được thi đấu tại nhà thi đấu PhilSports Arena, thành phố Pasig, Philippines từ ngày 28 tháng 11 cho đến ngày 3 tháng 12 năm 2005. Giải tranh 7 bộ huy chương ở 5 nội dung cá nhân và 2 nội dung đồng đội.
Là một trong những môn thể thao hiếm hoi trong Thế vận hội mà các quốc gia Đông Nam Á có chỗ đứng trên bản đồ thế giới, các trận thi đấu của bộ môn cầu lông tại SEA Games luôn giành được sự quan tâm đặc biệt của giới truyền thông cũng như là những cuộc đấu có sự cạnh tranh và sức hấp dẫn rất cao. Tại kỳ đại hội lần này, một lần nữa Indonesia khẳng định vị thế cường quốc số một trong khu vực Đông Nam Á của mình và có thể là một trong ba cường quốc mạnh nhất thế giới ở thời điểm năm 2005 ở môn thể thao này. Tuy nhiên, họ không còn quá lấn lướt như khi xưa vì hai giải đồng đội năm nay đều thoát khỏi tay họ bởi hai đối thủ cạnh tranh trực tiếp, và cũng là các quốc gia có tên trong làng cầu lông thế giới, là Thái Lan và Malaysia. Đoàn Singapore là nhân tố cuối cùng góp phần tô điểm và cuộc đấu tứ hùng sinh động của giải năm nay.
| Tổng sắp huy chương SEA Games 2005 Bộ môn cầu lông |           |      |     |      |      |
| Hạng                                               | Đoàn      | Vàng | Bạc | Đồng | Tổng |
| 1                                                  | Indonesia | 4    | 5   | 1    | 10   |
| 2                                                  | Malaysia  | 2    | 1   | 6    | 9    |
| 3                                                  | Thái Lan  | 1    | 0   | 3    | 4    |
| 4                                                  | Singapore | 0    | 1   | 3    | 4    |
| 5                                                  | Việt Nam  | 0    | 0   | 1    | 1    |
|                                                    | Tổng      | 7    | 7   | 14   | 28   |

## Bảng thành tích

### Đơn nam
| Huy chương | Vận động viên     | Quốc gia  |
| Vàng       | Sony Dwi Kuncoro  | Indonesia |
| Bạc        | Simon Santoso     | Indonesia |
| Đồng       | Lee Chong Wei     | Malaysia  |
| Đồng       | Muhd Hafiz Hashim | Malaysia  |

### Đơn nữ
| Huy chương | Vận động viên       | Quốc gia  |
| Vàng       | Adriyanti Firdasari | Indonesia |
| Bạc        | Wong Mew Choo       | Malaysia  |
| Đồng       | Salakjit Ponsana    | Thái Lan  |
| Đồng       | Li Li               | Singapore |

### Đôi nam
| Huy chương | Vận động viên                              | Quốc gia  |
| Vàng       | Hendra Setiawan và Markis Kido             | Indonesia |
| Bạc        | Luluk Hadiyanto và Alvent Yulianto Chandra | Indonesia |
| Đồng       | Choong Tan Fook và Wong Choong Hann        | Malaysia  |
| Đồng       | Chan Chong Ming và Koo Kien Keat           | Malaysia  |

### Đôi nữ
| Huy chương | Vận động viên                                   | Quốc gia  |
| Vàng       | Wong Pei Tty và Chin Eei Hui                    | Malaysia  |
| Bạc        | Jo Novita và Greysia Polii                      | Indonesia |
| Đồng       | Saralee Thungthongkam và Satinee Jankrajangwong | Thái Lan  |
| Đồng       | Jiang Yanmei và Li Yujia                        | Singapore |

### Đôi nam nữ phối hợp
| Huy chương | Vận động viên                        | Quốc gia  |
| Vàng       | Nova Widianto và Lilyana Natsir      | Indonesia |
| Bạc        | Anggun Nugroho và Yunita Tetty       | Indonesia |
| Đồng       | Koo Kien Keat và Wong Pei Tty        | Malaysia  |
| Đồng       | Hendry Kurniawan Saputra và Li Yujia | Singapore |

### Đồng đội nam
| Huy chương | Vận động viên | Quốc gia  |
| Vàng       | Lee Chong Wei Muhd Hafiz Hashim Wong Choong Hann Chan Chong Ming Koo Kien Keat Choong Tan Fook Lee Wan Wah                                     | Malaysia  |
| Bạc        | Sony Dwi Kuncoro Simon Santoso Taufik Hidayat Hendra Setiawan Markis Kido Luluk Hadiyanto Alvent Yulianto Chandra                              | Indonesia |
| Đồng       | Boonsak Ponsana Poopat Supkulchananart Jackaphan Thanateeratam Sudket Prapakamol Phatapol Ngensrisuk Nitipong Saengsila Songphol Anukritayawan | Thái Lan  |
| Đồng       | Nguyễn Tiến Minh Nguyễn Hoàng Hải Nguyễn Quang Phong Trần Thanh Hải Nguyễn Quang Minh                                                          | Việt Nam  |

### Đồng đội nữ
| Huy chương | Vận động viên | Quốc gia  |
| Vàng       | Salakjit Ponsana Monthila Meemek Soratja Chansrisukot Saralee Thungthongkam Satinee Jankrajangwong Kulchala Worawichitchaikul Sujitra Ekmongkolpaisarn | Thái Lan  |
| Bạc        | Li Li Xing Aiying Jiang Yanmei Li Yujia Liu Fan Frances Shinta Mulia Sari                                                                              | Singapore |
| Đồng       | Adriyanti Firdasari Francisca Ratnasari Maria Kristin Yulianti Jo Novita Greysia Polii Lilyana Natsir Lita Nurlita                                     | Indonesia |
| Đồng       | Wong Mew Choo M. Sutheaswari Julia Wong Wong Pei Tty Chin Eei Hui Mooi Hing Yau                                                                        | Malaysia  |